# 倪宗正
倪宗正（1471年—？），字本端，號小野，浙江紹興府餘姚縣人，民籍，明朝政治人物。

## 生平
弘治八年（1495年）乙卯科浙江鄉試第三十二名舉人。弘治十八年（1505年）中式乙丑科會試第三十四名，二甲第六名進士。選庶吉士，武宗初年，宦官劉瑾專權，因與謝遷同鄉，被歸入謝黨，外放太倉州知州。不久入京，任兵部武选司员外郎，尝反對明武宗南巡，被廷杖。官终南雄府知府。卒賜祭葬，贈學士。

## 著作
有《倪小野先生全集》。

## 家族
曾祖倪尹忠；祖父倪奇禮；父倪元質，母汪氏。具慶下。